# Röd glansvitmossa
Röd glansvitmossa (Sphagnum subnitens) är en bladmossart som beskrevs av Edmund August Friedrich Russow och Warnstorf 1888. Enligt Catalogue of Life ingår Röd glansvitmossa i släktet vitmossor och familjen Sphagnaceae, men enligt Dyntaxa är tillhörigheten istället släktet vitmossor och familjen Sphagnaceae. Arten är reproducerande i Sverige. Inga underarter finns listade i Catalogue of Life.